# David Paymer
David Paymer (født 30. august 1954) er en amerikansk skuespiller der bl.a. blev nomineret til en Oscar for bedste mandlige birolle for Mr. Saturday Night.

## Filmografi udvalg
- Howard the Duck (1986)
- Mr. Saturday Night (1992)
- Quiz Show (1994)
- Get Shorty (1995)
- Nixon (1995)
- Amistad (1997)
- Payback (1999)
- State and Main (2000)
- Alex & Emma (2003)
- Ocean's Thirteen (2007)
- Drag Me to Hell (2009)

## Ekstern henvisning
- David Paymer på Internet Movie Database (engelsk)
- David Paymer på Filmdatabasen
- David Paymer på Scope
- David Paymer på Svensk Filmdatabas (svensk)
- David Paymer på AlloCiné (fransk)
- David Paymer på AllMovie (engelsk)
- David Paymer på Rotten Tomatoes (engelsk)
- David Paymer på The Movie Database (engelsk)
- David Paymer på Internet Broadway Database (engelsk)